# Берберски језици
| Тарифит Централноатласки Ташелхит Зенага Туарешки | Ташенвит Кабилски Шавија Нафуси Остали |

Берберски језици или дијалекти (Tamaziɣt, Tamazight) су породица сличних и блиско сродних језика и дијалеката пореклом из северне Африке. Говори их велика група људи у Алжиру и Мароку, а мања група у Либији, Тунису, северном делу Малија, западном и северном делу Нигера, северном делу Буркине Фасо, у Мауританији и у Сива оази у Египту. Велике заједнице емиграната који говоре берберски језик живе у Европи од 1950-их година. Значајне промене су се десиле 2000их и 2010их година у корист Бербера: Алжир 2001. уноси берберски језик као национални у свој устав, Мароко 2011. уводи берберски као други званични језик, а Алжир 2016. такође диже статус берберског на званични.
Берберски представља огранак породице афро-азијских језика и атестиран је од давнина. Број људи берберског порекла је већи од броја људи који говори берберски језик. За највећи део становништва у земљама Магреба се сматра да имају претке Бербере. У Алжиру, на пример, већину становништва чине арабизовани Бербери.
Постоји покрет међу блиско сродним варијететима северног берберског језика који би их ујединио у један стандардизован језик. Име Tamazight (чита се Тамазир, при чему се глас р изворно изговара као француски или немачки глас р, ресично), првобитно назив региона Атласа и Рифа, све се више користи за стандардизован берберски, чак и за Бербере у целини, укључујући и Туарег Бербере.
Око 90% људи који говори берберски говори један од шест главних варијетета берберског језика, од којих сваки има бар два милиона говорника. Они су, по броју популације: Јужни Силха језик, кабилски језик, централноатласки тамазихт, Рифски језик, Шавија језик, Тамашек језици (Туарег).
Берберски језици и дијалекти имају писану традицију, са прекидима, преко 2.200 година, иако је традиција била често прекидана инвазијама. Прво су писани тифинаг писмом, које и данас користи Туарег народ. Најстарији натпис је из отприлике 200. године пре нове ере. Касније, између отприлике 1000. године нове ере и 1500. године нове ере, писани су арапским писмом, а од 20. века се пишу берберским латиничним алфабетом, посебно међу говорницима кабилског језика и рифским заједницама у Мароку и Алжиру. Берберски латинични алфабет су такође користили многи европски и берберски лингвисти током 19. и 20. века.
Модернији облик Тифинар писма је постао званичан у Мароку 2003. године. Алжирци већином користе берберски латинични алфабет. Мали и Нигер прихватају Туарешки латинични алфабет прилагођен фонолошком систему Туарега. Међутим, традиционални Тифинар се још увек користи у Мароку и деловима Алжира, док су берберски писци престали да користе арапско писмо.

## Терминологија
Термин Бербер се користи у Европи бар од 17. Века, и користи се и данас. Позајмљен је или од арапског назива за ове народе, البربر, al-Barbar, или од римског и грчког називања ових народа "barbaricae"- варварским.
Етимолошки, берберски корен Mazigh (једнина Amazigh, женски род Tamazight) значи "слободан човек", "племенит човек", и "бранилац“. Женски родTamazight се традиционално односио посебно на рифски и централномарокански тамазихт дијалекте. Многи берберски лингвисти преферирају да сматрају термин "Tamazight" чистом берберском речју коришћену само у берберском тексту, док би коришћење европске речи "Berber/ Berbero/ Berbère" у европским текстовима пратило традицију европских списа о Берберима. Код европских језика постоји разлика између речи "Бербер" и "варварин", док арапски језик за оба значења користи исту реч, "al-barbari".
Други берберски писци, посебно у Мароку, више воле да за Бербере користе реч "Amazigh" када о њима пишу на француском или енглеском језику.
Традиционално, термин "Tamazight" (у разним варијантама: "thamazighth", "tamasheq", "tamajeq", "tamahaq") су користиле многе берберске групе да би говориле о језику који говоре, укључујући централно атласки, рифски, сенедски језик у Тунису, и Туарег језик.
Међутим, друге групе су користиле друге термине; на пример, у неким деловима Алжира су свој језик називали "Taznatit" (зенатски народ) или Шелха, док су кабилци свој језик називали "Taqbaylit", а становници оазе Сиви "Siwi". У Тунису, локални Amazigh језик се назива "Shelha", што је термин који је добро прихваћен у Мароку.
Једна група, Лингвасфер опсерваторија, покушала је да уведе неологизам "Тамазик језици", који би се односио на берберске језике.

## Порекло
Берберски је члан афро-азијске језичке групе.
С обзиром да су берберски језици углавном хомогени, прото-берберски језик, из којег је настала модерна група, је веома млад, у поређењу са германском или романском језичком породицом.
Супротно томе, одвајање група од осталих афро-азијских грана се десило много раније, и понекад се повезује са мезолитском капсијском културом.

## Ортографија
Постоји велики број различитих писама којима се може писати берберски језик. Избор система за писање се чешће заснива на политици него на практичном нивоу .

## Статус
Након добијања независности, све магрепске земље су донекле повеле политику арабизације, са циљем да избаци француски језик са своје колонијалне позиције доминантног језика у сфери образовања и књижевности. Током ове политике Amazigh / берберски језик је био потиснут, чак и забрањен. Овакво стање ствари су оспорили Бербери у Мароку и Алжиру —посебно Кабили—и овај проблем се у обема земљама решава увођењем берберског језика у неке школе и прихватањем берберског језика као националног у Алжиру,, што је извршено 10. априла 2002. године, дајући посебно "Tamazight" језику статус националног језика, али не и званичног језика. Марокански устав из 2011. године је прогласио "Amazight" званичним језиком поред арапског. У Малију и Нигеру, постоји пар школа у којима се часови држе делом на тамашек језику.
Иако Алжир сматра Tamazight националним језиком, а регионални савети у Нафуса планинама у Либији са Националним транзитним саветом наводно користе берберски дијалект Нафуси језика, затражено је у будућем новом уставу да и он, заједно са арапским језиком, буде проглашен званичним језиком . Мароко је једина земља у којој је Tamazight званични језик.
Области у Либији јужно и западно од Триполија, као што су Нафуса планине, ослобођене су од контроле снага које подржавају Муамера Гадафија почетком лета 2011. године, те су се појавиле берберске радионице и изложбе које шире Tamazight културу и језик, након четири декаде током којих су постојале озбиљне казне за говорење и писање Tamazight језиком.
Дана 17. јуна 2011. године, краљ Мухамед VI Марокански је у свом говору о новим уставним реформама изјавио да је "Tamazight" постао званични језик Марока поред арапског, и да ће бити коришћен у свим видовима администрације у будућности.
Дана 30. априла 2012. године, Фатима Шахоу, позната под именом Табамрант, чланица Представничког дома Конгреса Марока и бивша позната певачица је била прва која је поставила питање и дискутовала министров одговор на Tamazight језику на мароканском парламенту.

## Популација
Тачан број говорника берберског језика је тешко проценити, с обзиром да већина земаља северне Африке не постављају питање о језику који се говори на својим пописима становништва. "Етнолог" даје корисну академску почетну тачку; међутим, библиографске референце су неадекватне, а оне своју тачност не цене веома високо. Рани колонијални пописи могу обезбедити боље документоване податке за неке земље, међутим, и они су бескорисни.
Мало пописа становништва је доступно; све земље (заједно са Алжиром и Мароком) не броје берберске језике. На попису становништва у Нигеру 1972. године је пријављен и Туарег са осталим језицима, са 127.000 говорника. Број становништва се мења по локацији и бројности, а урбанизација и образовање на другим језицима чини процену тешком. Андре Басет је 1952. године (LLB.4) проценио да број говорника берберског језика износи 5.500.000. Између 1968. и 1978. године процене су варирале од осам до тринаест милиона (како каже Галанд, LELB 56, pp. 107, 123-25); Вогелин (1977, pp. 297) сматра да их је осам милиона. 2006. године, Салем Шакер је проценио да Бербера који говоре кабилски језик и још три мароканске групе имају свака по више од милион; и да у Алжиру, 12,650,000, или сваки трећи Алжирац говори берберски језик (Шакер1984, pp. 8–9).
- Мароко: 1952. године, Андре Басет ("La langue berbère", Handbook of African Languages, Part I, Oxford) је проценио да мала група Мароканаца говори берберски. Попис становништва из 1960. године показује да је тада 34% становника Марока говорило берберски, укључујући и оне који су би-, три- и квадрилингуални. 2000. године, Карл Прас је приметио да је тај број сада „више од половине“ у интервјуу који је спровео Брахим Карада на сајту Tawalt.com. Према "Етнологу" (изведеној из мароканских арапских бројева), становништво које говори берберски би требало да представља 35% или око 10,5 милиона говорника. Међутим, бројке које дају за индивидуалне језике укупно долазе до 7. 5 милиона, подељених на три дијалеката:
  - Рифски језик на северу Марока: 1,5 милиона говорника (1991) (INALCO сматра да постоји 3 милиона говорника)[9]
  - Шилха језик: 3 милиона говорника (1998)[10] (INALCO сматра да постоји 8 милиона говорника)[11]
  - Централноатласки Тамазихт: 3 милиона (1998)[12] (INALCO сматра да постоји 4-5 милиона говорника)[13]

Анкета придодата званичном мароканском попису становништва 2004. године објављена у неколико мароканских новина је дала следеће бројке: 34% становника руралних области је говорило берберски језик, и 21% становника урбаних области, национални просек би био 28,4% и 8,52 милиона. Могуће је, међутим, да је анкета своје питање усмерила ка „језику који се говори свакодневно“, што би свакако показало доста ниже бројке од оних које би се добиле на питање „коме је то матерњи језик“, с обзиром да језик није прихваћен у званичне сврхе, те многи Бербери који живе у окружењу у којем се говори арапски не могу да га говоре свакодневно; такође, употреба берберског језика у јавности није била прихватљива све до 1990-их година, те је то могло да утиче на резултат анкете.
Повећавањем броја становника (према званичном попису становништва из 2004. године) у регионима у којима се говори берберски језик, као што је приказано на попису становништва 1973. године, берберски језици добијају око 10 милиона говорника, не убрајајући бројне Бербере који живе ван ових области у већим градовима.
Мухамед Шафик трвди да су 80% Мароканаца Бербери. Није, међутим, јасно да ли тиме он мисли да "говорнике берберског језика" или "људе берберског порекла“.
Подела мароканских берберских дијалеката на три групе, као што се често чини у „Етнологу“ у лингвистичким публикацијама, се веома закомпликовала због локалне употребе: тако је Шилха подељен на Шилха језик долине Дра, Тасусис (језик Соуса), и на многе друге планинске дијалекте. Даље, лингвистичке границе су нејасне, тако да неки дијалекти не могу бити сврстани ни у централномарокански (централноатласки) Тамазихт, којим се говори у централним и источним областима Атласа, а ни у Шилха дијалект.
- Алжир: 1906. године, укупан број говорника берберског језика у Алжиру (без слабо насељене Сахаре) је процењена на 1.305.730 од 4.447.149, то јест 29%.

 На попису становништва из 1911. године, међутим, пронађено је 1.084.702 говорника од 4.740.526 становника, то јесте 23%; Дуте и Готје мисле да је ово резултат озбиљног неубрајања Шавијског језика у областима где је присутан билингуализам. Често се дешавало да групе Бербера које живе окружене Арапима прихвате арапски језик, док Арапи окружени Берберима прихватају берберски језик. 1952. године, Андре Басет је сматрао да је скоро трећина становништва говорила берберским језиком. Према историчару Шарл-Роберту Агерону, 1886. године, у Аржиру је било око 1,2 милиона говорника берберског и 1,1 милион говорника арапског језика. Попис становништва у Алжиру из 1966. године показује да 2.297.997 од 12.096.347 Алжираца, или 19%, говори берберски језик. 1980. године, Салем Шакер је сматрао да "у Алжиру, 3,650,000, или сваки пети Алжирац, говори берберски језик" (Шакер 1984, pp. 8–9). Према „Етнологу“, скорије процене садрже 14% (кореспондирајући са потпуним бројкама који обухвата сваки берберски језик, чине 4 милиона) и (одузимајући од бројке пописаних арапских Алжираца) 29% (Хантер 1996). Већина њих се односи на три дијалекта (проценти базирани на историјским информацијама о становништву):
- - Кабилски језик: 2,540,000 = 9% („Етнолог“, 1995) – 6,000,000 = 20% ((„Етнолог“, 1998). Збир за све земље ((„Етнолог“): 3,126,000. (Нема потребе рећи да су последње две бројке, иако долазе од истог извора, међусобно контрадикторне.) Углавном у Алжиру, Бејаии, Тизи Узу, Боуири, Сетифу и Боумердесу.
  - Шавијски језик: ~ 2 милиона од 2005. године,[19] што је еквивалентно бројци од 8,5% становништва. Углавном у Батни, Кеншели, Сетифу, Сук Ахрасу, Ум ел-Буагхи, Тебеси.
  - Шенва језику области Дахра, тачније, планини Шеноуи у Алжиру, западно од Алжира у вилајетима Типаса, Шлеф и Аин Делфе. Процењено је да има 56,300 говорника. Два главна дијалекта : Бени Менасер, западно и северно од области планине Шенуа, а на планини Шенуа има 55,250 говорника.

Четврта група, иако има мало становника, представња већину територије где се говори берберски:
- Туарег, 25.000 у Алжиру ((„Етнолог“, 1987), углавном у Ахажар планинама Сахаре. Већина Туарега живи у Малију и Нигеру (видети доле). <!—Међутим, није јасно да ли ти бројеви обухватају и берберске говорнике Тлемсен и Блида провинција. -->

Други берберски дијалекти који се говоре у Алжиру су : Билда дијалект, дијалекти села Бени Соус и Бени Боусаид у Тлемсен вилајету, Матмата берберски који се говори у области Уарсенис, Мозабитски језик који се говори у мозабитском региону, дијалект оазе Уаргла.
- Тунис: Басет (1952) је проценио да говорници чине 1% становника, као и Пеншоен (1968). Према „Етнологу“, постоји само 26.000 говорника (1998) берберског језика који се зове Жерби, а који Тунишани зову Шелха, у Тунису, а сви су на северу око Жербеи Матмате. У севернијој енклави Сенед више нема берберских говорника. Они би чинили 0,3% становништва.
- Либија: Према „Етнологу“, одузимањем од либијско-арапских и египатско-арапских бројева, број не-арапских говорника, од којих би већина били Бербери, сматра се да чини 4% становништва (1991, 1996). Међутим, бројеви посебних језика заједно чине 162,000, то јест око 3%. Ово су најбројнији језици:
  - Нафуси језик у Нафуса планини, и Зувара језик у области Триполитаније: 184,000.[20]
  - Тахагарт Туарег језик из Гата у Либији: 17,000 (Џонстон, 1993).
- Египат: У Сива оази близу либијске границе говори се берберски језик; према „Етнологу“, постоји 5.000 говорника тамо (1995). Број становника у овој оази је износио 1907. године 3884 (према Енциклопедији Британика из 1911. године); пријављени мањак пораста броја становништва је зачуђујући.
- Мауританија: Према „Етнологу“, само 200-300 говорника Зенага језика је остало (1998). Такође спомиње Тамашек, али не даје број његових говорника. Већина не-арапских говорника у Мауританији говори нигер-конго језике.
- Мали: „Етнолог“ пријављује да 440.000 Туарега (1991) говори:

Тамашек: 250,000
Таваламат Тамажак језик: 190,000
- Нигер: „Етнолог пријављује да 720.000 Туарега (1998) говори:

Таваламат Тамажак језик: 450,000
Тајарт Тамажак: 250,000
Тамахак језик: 20,000
- Буркина Фасо: „Етнолог“ пријављује да 20,000–30,000 Туарега (SIL 1991) говори Кел тамашек. Међутим, „Етнолог“ овде не делује прецизно, с обзиром да не убраја највећу групу Тамашека у Буркини у Удалан провинцији. Говорници Тамашека из Буркине чине скоро 100.000 становника (2005), са око 70.000 говорника Тамашека у Удалан провинцији, док су остали углавном у провинцијама Сено, Соум, Јагха, Јатенага и Кадиого. Око 10% Тамашека из Буркине говоре облик Таваламат дијалекта.
- Нигерија: „Етнолог“ запажа постојање неколицине Туарег групација које говоре Таваламат Тамажак.
- Француска: „Етнолог“ набраја 860.000 говорника за рифски и 537.000 говорника за кабилски дијалект, 150.000 за тамазихт централног Марока, али нема бројке за шилха дијалекат. Нема бројки ни за остатак Европе.
- Шпанија: Тамазихт се говори међу 80.000 становника Мелиле, али није било пописа становништва да би се одредио проценат његових говорника. Мањи број становника Сеуте говори берберски.[21]
- Израел: Око две хиљаде углавном старијих Израелаца мароканског и берберског јеврејског порекла користе јудео-берберске дијалекте (за разлику од мароканских Јевреја који воде порекло од говорника шпанског језика, Сефарди Јевреја, оних који су избачени из Алхамбре, Шпаније, или мароканских Јевреја који говоре арапски).

Стога, према не баш увек сигурном „Етнологу“, укупан број говорника берберских језика у Магребу износи између 16 и 25 милиона, у зависности од тога која је процена прихваћена; ако узмемо Басетову процену, може их бити чак и до 30 милиона. Највећи део је концентрисан у Мароку и Алжиру. Туарези Сахела чине додатних око милион говорника.

## Граматика
Именице у берберском језику су променљиве у граматичком роду, (мушки и женски род), у броју (једнина и множина), и стању (слободно и творбено стање). У случају када је именица мушког рода, именице углавном почињу једним од три самогласника, а, u или i (у стандардизованој ортографији, е представља глас „шва“  који је убачен ради лакшег изговора):
afus "рука"
argaz "човек"
udem "лице"
ul "срце"
ixef "глава"
iles "језик"
Док је мушки род неодређен, женски род (који се такође користи и за формирање деминутива и сингулатива, нпр. уво, житарица) означено је са афиксом t...t. Множина женског рода добија префикс t... :
afus → tafust
udem → tudemt
ixef → tixeft
ifassen → tifassin
Берберски језик има две врсте граматичког броја: једнину и множину, од којих је само овај други одређен. Множина има три облика, према врсти именице. Први, "обичан" облик је познат као "спољна множина"; чини га промена почетног самогласника именице, и додавањем суфикса -n:
afus → ifassen "руке"
argaz → irgazen "мушкарци"
ixef → ixfawen "главе"
ul → ulawen "срца"
Други облик множине је познат као „сломљена множина“. Садржи само промену самогласника речи:
adrar → idurar "планина"
agadir → igudar "зид-дворац"
abaghus → ibughas "мајмун"
Трећи облик множине је мешовити облик: комбинује промену самогласника са суфиксом -n:
izi → izan "мува"
azur → izuran "корен"
iziker → izakaren "канап"
Берберски језици такође имају и две врсте граматичког стања именице, организованих ергативно: један је неодређен, док други служи субјекту прелазног глагола и објекта предлога, међу другим контекстима. Први се често назива слободно стање, а други творбено стање. Творбено стање именице се изводи из слободног стања кроз једно од ових правила:
Први се заснива на промени самогласника, где самогласник a постаје u :
argaz → urgaz
amghar → umghar
adrar → udrar
Други се заснива на губљењу основног самогласника, у случају појединих именица женског рода:
tamghart → temghart "woman / mature woman"
tamdint → temdint "town"
tarbat → terbat "girl"
Трећи се заснива на додавању полу-самогласника (w или y):
asif → wasif "река"
aḍu → waḍu "ветар"
iles → yiles "језик"
uccen → wuccen "вук"
На крају, неке речи не пролазе кроз промену:
taddart → taddart "кућа / село"
tuccent → tuccent "вучица"

## Поткласификација
Има тако мало података о Гуанше језику, да је било каква класификација крајње несигурна; међутим, он је скоро универзално признат као афро-азијски језик на основу преживелих речи, у сматра се берберским језиком. Скоро исто се може рећи и за језик, који се некада назива и нумидијским језиком, који се користи у либијским и либијско-берберским натписима из периода прелаза ере, а он је такође и предак Тифинаг писма.
Попис других берберских језика је отежан њиховом блискошћу; постоји мала разлика између језика и дијалекта. Главна потешкоћа поткласификације је, међутим, списак источно-берберских језика, где има много неслагања. У супротном, постоји консензус о оквирима породица:
- Источно-берберски језици
- Северно-берберски језици
  - Зенати језици (међу којима су Рифски, Шавијски језик)
  - Кабилски језик
  - Атласки језици (међу којима су Шилха, Тамазихт)
- Туарег језици
- Западно-берберски (Зенага језик)

Различите класификације се разликују пре свега у ономе што они сматрају да је источно-берберски, и по томе колико варијетета сматрају посебним језицима.

### Косман (1999)
Мартин Косман (1999) описује берберски језик као дводелни дијалекатски континуум:
- Северни берберски језици и
- Туарег језици,

Плус пар периферних језика, који се говоре у изолованим областима окруженим арапским језиком, и који испадају из овог дијалекатског континуума, а то су:
- Зенага језик и
- либијски и египатски варијетети.

Међу северним берберским језицима, међутим, он примећује прекидање континуума између Зенати језика и њихових не-Зенати суседа; а на истоку препознаје поделу између Гадамес језика и Авжила језика са једне, и Сокна, Фукаха, Сива и Нафуси језика са друге стране. То породично стабло је:
- Нафуси језик–Сиви језици (заједно са Сокном)
- Ганамес језик–Авжила језик
- Северно-берберски језици
  - Зенати језици
  - Кабилски језик и атласки језици
- Туарег језици
- Зенага језик

### Етнолог
„Етнолог“, углавном пратећи Аикхенвалда и Милитарева (1991), третира источне варијетете другачије:
- Гуанш језик
- Источно-берберски језици
  - Сиви језик
  - Авжила-Сокна језици
- Северно-берберски језици (укључујући Нафуси и Гадамес међу Зенати језике)
- Туарег језици
- Зенага језик

### Бленч (2006)
Роџер Бленч (2006) прави следећу класификацију:
- Гуанше језик †
- Источни нумидијски језик † (старолибијски)
- Берберски

А у оквиру берберског,
- Источни берберски
  - Сива језик
  - Авжила језик
  - Сокна језик
  - Гадамес језик
- Северно-берберски језици (укључујући Нафуси међу Зенати језике)
- Туарег језици
- Зенага језик

## Утицај на друге језике
Берберски језици су утицали на магрепске арапске дијалекте, као што су марокански, алжирски и тунишански арапски. Њихов утицај је примећен и на неким језицима суб-сахарске Африке. Ф. В. Х. Мигеод је указао на јаку сличност између берберског и Хауса језика кроз речи и фразе као што су: берберски: ya mut; хауса ya mutu (Он је умро.); берберски: obanis; хауса obansa (његов отац); берберски: a bat; хауса ya bata (Он се изгубио); берберски: eghare; хауса ya kirra (Он је звао.). Такође додаје и да се генитив у оба језика формира са n = "од“.

## Примери основних берберских речи
Берберско слово "c" се изговара као "ш".
Берберско слово "x" се изговара као шпанско "j" или немачко "ch" у речи doch.
Берберско слово "ɣ" се изговара као француско или немачко "r".

### Конверзација
| Српски              | Берберски                                                        |
| ------------------- | ---------------------------------------------------------------- |
| Да                  | Wah / Yih / Eyyih / Ih                                           |
| Не                  | Uhu / Uhuy / Alaɣ                                                |
| Здраво!             | Azul! / Ahul!                                                    |
| Наздравље!          | Ayyuz!                                                           |
| Како си?            | Mamec tellid? / Manzakin?                                        |
| Добро јутро!        | Tifawin!                                                         |
| Добар дан!          | Timedditin! / Tidekkʷatin!                                       |
| Желим ти леп дан!   | iɣuda-k wass!                                                    |
| Уживај у оброку!    | Ecc s tirruɣda!                                                  |
| Довиђења!           | Ar tufat! (до следећег сусрета) / Nuher akal! (делили смо земљу) |
| Хвала!              | Tanemmirt!                                                       |
| Волим те (мушкарцу) | Nec ttexseɣ cek / Nek riɣ-k / Ar k-ttiriɣ                        |
| Волим те (жени)     | Nec ttexseɣ cem / Nek riɣ kem / Ar kem ttiriɣ                    |
| Добродошли!         | Ansuf                                                            |
| Ко?                 | Wi? / Manwa? / Manwen?                                           |
| Шта?                | Mayen? / Min? / Dacu? / Ma?                                      |
| Када?               | Melmi? / Mermi? / Managu? / Mantur?                              |
| Где?                | Mani?                                                            |
| Како?               | Mamec? / Mamek? /Mukas?                                          |
| Зато                | Minzi / Acku                                                     |
| Колико?             | Mennaw? / Mecḥal?                                                |
| Зашто?              | Mayemmi? / Maɣar? / Max?                                         |

### Бројеви
| Српски | Берберски                                              |
| ------ | ------------------------------------------------------ |
| један  | ijjen / yan / yun / yiwen (ж.р.: ict, yat, yut, yiwet) |
| два    | sin (ж.р.: snat)                                       |
| три    | kraḍ (ж.р.: kraḍt)                                     |
| четири | kkuẓ or okkoz (ж.р.: kkuẓt)                            |
| пет    | semmus (ж.р.: semmust)                                 |
| шест   | seḍis (ж.р.: sḍist)                                    |
| седам  | saa (ж.р.: sat)                                        |
| осам   | tam (ж.р.: tamt)                                       |
| девет  | tẓa (ж.р.: tẓat)                                       |
| десет  | mraw (ж.р.: mrawt)                                     |

| Српски     | Берберски                 |
| ---------- | ------------------------- |
| једанаест  | mraw d ijjen / mraw d yan |
| дванаест   | mraw d sin                |
| тринаест   | mraw d kraḍ               |
| четрнаест  | mraw d kkuẓ               |
| петнаест   | mraw d semmus             |
| шеснаест   | mraw d sḍis               |
| седамнаест | mraw d sa                 |
| осамнаест  | mraw d tam                |
| деветнаест | mraw d tẓa                |
| двадесет   | simraw                    |

| Српски          | Берберски                     |
| --------------- | ----------------------------- |
| двадесет један  | simraw d ijjen / simraw d yan |
| двадесет два    | simraw d sin                  |
| двадесет три    | simraw d kraḍ                 |
| двадесет четири | simraw d kkuẓ                 |
| двадесет пет    | simraw d semmus               |
| двадесет шест   | simraw d sḍis                 |
| двадесет седам  | simraw d sa                   |
| двадесет осам   | simraw d tam                  |
| двадесет девет  | simraw d tẓa                  |
| тридесет        | kramraw                       |

| Енглески                    | Берберски                |
| --------------------------- | ------------------------ |
| стотина                     | timiḍi                   |
| хиљада                      | agim / ifeḍ              |
| две хиљаде                  | sin igiman / sin ifḍen   |
| две хиљаде тринаеста {2013} | sin igiman d mraw d kraḍ |

### Дани у недељи
| Српски    | Берберски |
| --------- | --------- |
| понедељак | Aynas     |
| уторак    | Asinas    |
| среда     | Akṛas     |
| четвртак  | Akwas     |
| петак     | Asimwas   |
| субота    | Asiḍyas   |
| недеља    | Asamas    |